# 最強伝説 黒沢
『最強伝説 黒沢』（さいきょうでんせつ くろさわ）は、福本伸行による日本の漫画。副題は "The Legend of A Strongest Man" 。『ビッグコミックオリジナル』（小学館）にて、2003年1号から2006年18号まで連載された。単行本は全11巻が小学館（ビッグコミックス）から刊行されている。
7年間の中断を経て、第2部が『新黒沢 最強伝説』（しんくろさわ さいきょうでんせつ）と題名を変えて、同誌にて2013年11号から2020年6号まで連載された。
他の多くの福本作品が、大金や命がやり取りされる非日常的なギャンブル漫画であるのに対し、この作品では冴えない中年男を主人公に据え、日常的な悩みや人間臭いエピソードを中心とした、哀愁とギャグ・コメディを交えたストーリーが大きな特徴である。さらに、バトルシーンの要素が多いのも異色で、その格闘理論は作者の得意分野である勝負事の駆け引き描写や、格闘技経験（キックボクシング）がいかんなく発揮されている。

## （第1部の）最終回について
『最強伝説 黒沢』は、3年間の連載に加えて、単行本も10巻を超える中、『ビッグコミックオリジナル』2006年18号で最終回を迎えた。最終回の内容は黒沢の死亡を連想させるもの（本当に黒沢が死んだか否かは明記されていないが、黒沢の呼吸と脈が止まり仲間たちに看取られる）であった。
- この最終回について、女子美術大学にて2008年10月25日に行われた佐藤秀峰との講演会の中で、福本自身が連載の打ち切りであったことを明かしている。
- また、2008年11月6日放送のバラエティ番組『しょこ♥リータ』に福本がゲスト出演した際には、「いつかはまた黒沢を始めようと思って」と再開への意気込みを語り「黒沢死亡説」を否定した。「黒沢は死んでおらず浦島太郎状態で戻ってこさせ恋愛もさせたい」という予定も語っていた。
- 続編再開後の『ビッグコミックオリジナル』誌上のインタビュー[1]において福本は、区切りのいいところでの一時休載を申し出たところ編集部判断で連載終了になったことや、作者本人は早ければ3か月くらいで再開する予定だったことを明かしている。

## 新黒沢 最強伝説
『ビッグコミックオリジナル』40周年作品の一作として『新黒沢 最強伝説』の連載が2013年11号から開始された。黒沢が前作最終回から8年間昏睡状態が続いていたという状況での再開となる。

## あらすじ
44歳の土木作業員・黒沢の、哀愁と苦難の日々を描く。
2002年12月、穴平建設に勤務する現場監督・黒沢は、ふとしたことをきっかけに、自分の人生が余りにも満ち足りていないという事実に気付き、焦りを覚え始めていた。おりしも44歳の誕生日、その日を誰にも祝って貰えなかった黒沢は「人望が欲しい」という欲求を抱き、これを機に人生を変えようと奮闘する。
紆余曲折の末、後輩らの信任を勝ち得た黒沢の元に、次から次へと新たな騒動が舞い込み、図らずも黒沢は様々な修羅場を潜り抜けてゆくこととなる。

## 登場人物

### 穴平建設
黒沢（くろさわ）
本作の主人公。1958年12月10日生まれ。『黒沢』時：44～46才、『新黒沢』時：54才。下の名前は不明。仲間内からは「クロさん（ちゃん）」と呼ばれている。
独身者。高校卒業時より26年もの間、穴平建設に勤めているベテラン作業員。名目上は現場監督を任されているが、実情としては同僚が昇進かリストラかで現場を離れる中、上にも上がれず、かといって辞める訳にもいかず、一人、安月給を呑んで残っているという感が強い。取り立てて特別な資格も持たず、人望も（特に作品初期は）無かったために、交通整理の助っ人という名目で現場を外されるなど冷遇されてしまうことも。
しゃくれ上がった顎が最大の特徴。また、中年太りにより著しく見栄えは悪いものの、180cmを超える大柄の持ち主。仕事柄、体力自慢な一面もある。
かなりの小心者だが、自らの誇りに関わる部分では命を張る度胸を秘めている。本人も認めるように教養や知識のある方ではないが、他作品の主人公と同じく発想力や洞察力に優れた部分があり、窮地を乗り越えるために機転を利かせることも多い。しかし発想力の逞しさ故に突拍子もない妄想や予想を繰り広げ、一人、苦悶するなど空回りしてしまう時もある。
対人関係はどこか全体的に不器用で、周囲の人間と打ち解けようとしたり、逆に敵を追い払おうとするためにしばしば奇抜な発想や行動を行い、運の悪さも相まってかえって周囲の誤解を招いたり、場合によっては警察の厄介になってしまったこともある。中盤以降はそれを強烈な個性として発揮し、坂口から「天然記念物」「絶滅寸前の恐竜」と評された。
『新黒沢』では、最後の戦いから8年間昏睡状態に至り、次第に目覚め、リハビリを受けて次第に容態も回復していく。
坂口義明
黒沢の後輩。20代と思われる若手社員で、言動から元不良であったことを窺わせている。小野とは違ってそれを前面に出さないクールな性格だが、簡単に人を認めない反骨心があり、物語初期の一時期には黒沢を（誤解もあって）嫌っていた。だがある日、黒沢が仕事に奮闘したことから、仕事仲間の浅井・有田・中西ら共々黒沢と親交を結ぶ。以降は最初の冷静なキャラクターよりも、どちらかと言えば破天荒な黒沢に振り回される常識人としての立場が目立った。しばしば黒沢の騒動に巻き込まれるが、嫌がるのをなし崩し的に黒沢に協力させられることが多く、終盤では黒沢にほとんど全面的に協力していた。スタイリストの姉がいる。
『新黒沢』では、妻子持ちとなっていた。
浅井純一
黒沢の後輩。見た目も性格も子供っぽく、頭も弱い。趣味はテレビゲーム。気が弱く、黒沢や小野のためによく散々な目にあっている。過去にイジメを受けていた経験があり、中学生に襲撃された黒沢を真剣に心配していた。坂口と共に、黒沢を見守ることが多い。カラオケの十八番は浜田省吾らしい。
有田
黒沢の後輩。坂口とよく行動を共にする。双子座。
中西
黒沢の後輩。坂口とよく行動を共にする。最後の戦いにはなぜか呼ばれなかった。
赤松修平
黒沢の後輩で、28歳の現場監督。美人の妻と2人の子供がいる。1級土木施工管理技士をはじめ数々の資格を持ち、実際の業務でも的確な指示を行う非常に優秀な若手の現場監督である。さらに自ら進んで重作業もこなし、それを誇ることもしない謙虚な性格のために人望も厚く、次期社長論や独立待望論まである。また、一度に4人の早退を認めるなど、かなり大胆な決断をすることもある。連載当初は黒沢の好敵手のような位置づけであったが、黒沢のバトルシーンが多くなってからは出番が少なくなった。
穴平社長
黒沢が勤務する穴平建設の社長。一見して温和な風貌の面倒見の良い老人だが、職場で一時孤立した黒沢をやんわり諭して現場から外すなど、抜け目のないベテラン経営者でもある。しかし作品後半では、黒沢が警察に拘留されるたびに深夜に警察から電話で起こされるなど、振り回されることもしばしば。趣味はサイクリング。
足立
穴平建設の現場に派遣される職工の一人。黒沢の噂に尾ひれをつけるのは主に彼。勘違いで勝手に自分で話を大きくしておきながら、黒沢を怖れゴマをすったり、陰口を叩きながら反撃の機会をうかがうなど、黒沢の立場を危うくする。
小野
穴平建設と共に作業を行う新米の職人（型枠工）。田舎では喧嘩自慢の番長で、今でも「現場最強」に拘るなど不良気質が抜けていない勝気な男。当初は黒沢の（周りが勝手に噂した）武勇伝に対抗意識を燃やして敵視していたが、武勇伝を迷惑がる黒沢の姿を強さを誇らない謙虚さと勘違いして、黒沢を「親分」と尊敬するようになる。その後は仲間数人と黒沢派を勝手に旗揚げし、周囲の人間にも黒沢への服従や忠誠を強要するなど、ますます黒沢の立場を危なくする問題児となる。

### 藤崎二中
しづか
不良少女。仲根と同じく中学生。男の不良仲間3人と共に黒沢をオヤジ狩りしようとリンチする（最初、黒沢は逆ナンパをされたと勘違いした）。金属バットで黒沢の頭を殴るよう指示する。
仲根秀平
中学生にして約190cmの長身の持ち主。ボクシングを得物とする。藤崎二中に乗り込んだ黒沢と決闘を演じた時は、本気で黒沢を撲殺しようとするなど常軌を逸した行動を見せたが、黒沢の死を覚悟した気迫に押されて敗北する。闘いに敗れた後は、黒沢を心から尊敬して「兄さん」と呼んで慕うようになる。
一見すると完全に不良だが、実はイギリスに3年間滞在した帰国子女で英語を流暢に操れる。またノミ屋を運営することで毎月80万円を荒稼ぎし、その金で会員制のバーやハワイで遊び、ヤクザやレスラーとも付き合いを持つなど底知れない人物。特徴的な顔をしており、黒沢は「火星人のような顔」と思っていたが、何故か女の子には非常にモテる。まさに完璧な人間であり、黒沢は中学生相手に劣等感に苛まれるまでに至った。
スピンオフ作品である「最強伝説 仲根」では、すえひろ銀行に勤める24歳のサラリーマンとして登場。茶色だった髪を黒く染め、外見だけでなく交友関係もかなりおとなしくなった様子で、インスタグラムに写真をアップしても一切いいねがつかないことに苦悩する。

### その他
中谷安晴
28歳のレンタルビデオ店のアルバイト店員。怠惰な人生に嫌気が指していたが、黒沢が中学生との決闘の決起集会をした店に居合わせ、たまたま耳に入った黒沢の主張に感動する。そして黒沢をなだめようとする坂口らを一喝し、さらに周囲の人間も勝手に巻き込んでしまう。黒沢を「先生」と呼び心酔している。
孝志
不登校の中学生。黒沢が決闘を決起した店に居合わせ、影響を受けていく。不登校の理由は学校に行く理由が分からないと述べていたが、実際はイジメや恐喝によるもの。黒沢の戦いに勇気付けられて一人不良に立ち向かい、黒沢や父の助けもあって恐喝から脱した。
営業の男
氏名不詳。黒沢が決闘を決起した飲み屋に偶然居合わせていた。中谷が決起集会を盛り上げる姿を見て、自らも仕事を合間を縫って参加することを決意。当日は、黒沢の一挙一動を冷静かつ的確に分析して、実況解説のような役割を務めた。悪ノリで盛り上がっていた色合いも強く、黒沢の身を案じるよりも盛り上がる方を優先して白眼視された。最終的に黒沢が勝つと、涙を浮かべて彼を迎えにいった。
徳さん
公園に居住するホームレスの一人。ホームレスと呼ばれることを嫌い、自らをホープレス、またはロジョー（路上生活者の略）と称している。口では希望を捨てたといいながら、一方では未練がましく以前就職のために着用していたスーツを保存している。
茜（あかね）
ホームレスと一緒に暮らすおばあさん。未亡人。恵まれない人生を送っており、何時も名前が「あ（茜）じゃなくてお（お金）だったらよかったのに…」と悲しい台詞を嘆いている。黒沢とホームレスたちが決起するきっかけとなった。
御木涼一
大病院の院長を父に持ち、自身も医学生でありながら、その資金力と違法薬物で暴走族「ガロンキッズ」を手懐けるドラ息子。中根曰く「思い出作り」で暴力行為を行い、気分次第で公園に寝泊りするホームレスを襲撃し、わずかな金をも巻き上げているなど非道な男。たまたま黒沢が暴走族のメンバーに歯向かったため、約50人もの軍勢を率いて黒沢とホームレスの集団との抗争を繰り広げる。
『新黒沢』では、父の病院の院長となり、昏睡に至った黒沢の主治医になっていた。前作のような凶悪さは鳴りを潜め、コミカルな部分が目立つようになり、目覚めない黒沢に自身が大学時代に作曲した音楽（ヘヴィメタル）を脳神経に差し込む治療法で賞を獲ろうとするのと同時に女子からの人気を集めようと目論んだり、結婚した妻との食事の約束を新人育成のためと言って合コンに行こうとして後遺症から回復した黒沢にそれを密告されて妻に叱られて頭が上がらない場面などが描かれている。

### 『新黒沢』からの登場人物
たけし&マキオ
同性愛者（ゲイ）の2人組み。昏睡状態になっている黒沢の病室をハッテン場にして行為に浸っていた。その事後、マキオは黒沢の覚醒に気付き、御木に知らせた。
めぐみ

広岡

先生
放浪した黒沢が出会ったホームレス。哲学的な考えを持ち、寝床が撤去されても「起こった事実を受け入れて寝る」という前向きな性格の持ち主。
川藤
黒沢がスーパーの試食品調達の際に出会った店員で、元ボクシング日本ライト級5位の経歴を持つ男。45歳。スーパーの店長に注意された苛立ちから試食品を持ちだそうとした黒沢を注意し、集めた食品を捨てたがそれが黒沢の怒りを買い乱闘にもつれ込む。その際に黒沢から本音を見抜かれてしまい、最終的に高慢な店長のやり方に嫌気がさし、勤め先を辞めたことを黒沢達に告げお詫びの品として弁当を渡して去って行った。なお、黒沢との乱闘の際に好戦的な表情を見せていた。
親方

愛田
誠商事社員。妻子持ちで絵に描いたような理想の父親だが、親方はその生き方を「ミシン針人生」と評した。大量のエロ本を入れたアタッシェケースを捨てたがホームレスに拾われてしまう。
こじえもん
老人のような見た目をしたホームレス。老け顔のせいか人相が悪く「30年間無拝の男」と評される程人間嫌いで他人に頭を下げたことがない。水を愛しており、毎日一人で井戸水を調達するのを日課にしているほど。偏屈な性格なのは若いころから辛抱強くない性格で、人生の失敗を周りのせいにしていたため。年老いた母と妹がいるが、顔を会わせないようにしている。
のび夫
こじえもんの腰巾着。自身が弱者であることを自覚しており、立場が上の者に対して露骨に卑屈な態度をとる。
舟木輝彦
ホームレスの一人。禿頭だが黒沢と同年代。チェ・ゲバラを尊敬しており、自身をキューバ革命当時のゲバラの同志の一人だと思い込んでいる。
ゲバラ

瀬戸
無口なネットカフェ難民の青年。団地跡でカブトムシを飼育しているが、売り方がわからず黒沢に相談する。歌舞伎町でカブトムシを完売した後は黒沢達と折半して去って行った。
美咲
キャバクラ「ギランギランガールズ」に務めている女子大生。茶髪のショート。
奈々子
キャバクラ「ギランギランガールズ」に務めている女子大生。黒髪のロング。こじえもんがかつて片思いしていた割烹屋の娘にそっくり。
正念
高僧。「土建の業」という修行を行うために奥多摩に向かう途中で行き倒れになったところを黒沢に救われるが、何故か自分になりすました黒沢から「こんな意味のないことをするなんて馬鹿なのか」と問われえたことで修行を中止する。
ガス、ガソ
石油王のミスターガソと、シェールガスの開発で財を成したミスターガスからなるアメリカ出身の大富豪の兄弟。
千葉周造
美咲の父親。49歳。合気道の道場主で、合気道全国大会で後述の愛生流からの八百長を受け入れたものの、恋之助に予定を無視され恥をかかされた。大会後抗議に向かうも愛生流の門下生たちに返り討ちに遭う。黒沢達に恋之助主演の演武のサクラを装い、八百長破りで復讐を果たしてほしいと依頼する。
愛満恋之助（あまん　こいのすけ）
愛生流合気道の師範。27歳。ルックスの良さから主婦からの絶大な人気を得ている。プライドが高くナルシストだが、周囲の環境に甘えきっており、さらに小心者であるため実力はほぼ素人に等しいほど低く、ほとんどの戦績は八百長によるもの。合気道とは無関係な居合斬りのパフォーマンスも演じており、そこで毎回サクラを起用している。黒沢との決闘後、消息不明になった黒沢を心底から案じて黒沢の仲間達の捜索に参加したり、師範の立場を捨てようとするなど、極端なほどに改心した。
神林
愛生流の参謀。合気道全国大会に優勝した恋之助の記念演武会にて、格闘技、武道に無知な主婦(マダム)達に嘘だらけの大袈裟な解説を行った。また演武の相手を見つけては約束を反故にして叩きのめしたり、黒沢や舟木をクズ呼ばわりするなど卑劣な面を持つ。現実主義者で、愛生流の財源を守るため暗躍する。隠し口座を作り裏金を蓄えている。が、恋之助と黒沢の決闘後、様々なイカサマが発覚しほぼ道場が崩壊状態になってもなぜか夜逃げなどをせず、ガラガラの道場で無気力に過ごしていた。
愛満姫子
恋之助の祖母で愛生流合気道の創始者。孫の恋之助を溺愛しているものの、格闘技の才能が全く無い現実を理解している。

## 書誌情報
- 福本伸行 『最強伝説 黒沢』 小学館〈ビッグコミックス〉、全11巻
  1. 2003年6月30日発売、ISBN 4-09-187041-4
  2. 2003年9月30日発売、ISBN 4-09-187042-2
  3. 2004年3月30日発売、ISBN 4-09-187043-0
  4. 2004年10月29日発売、ISBN 4-09-187044-9
  5. 2004年11月30日発売、ISBN 4-09-187045-7
  6. 2005年5月30日発売、ISBN 4-09-187046-5
  7. 2005年10月28日発売、ISBN 4-09-187047-3
  8. 2006年2月28日発売、ISBN 4-09-180206-0
  9. 2006年7月28日発売、ISBN 4-09-180590-6
  10. 2006年11月30日発売、ISBN 4-09-180800-X
  11. 2006年11月30日発売、ISBN 4-09-180802-6
- 福本伸行 『新黒沢 最強伝説』 小学館〈ビッグコミックス〉、全21巻
  1. 2013年12月4日発行（2013年11月29日発売） ISBN 978-4-09-185688-3
  2. 2014年5月3日発売、ISBN 978-4-09-186224-2
  3. 2014年7月30日発売、ISBN 978-4-09-186350-8
  4. 2015年1月30日発売、ISBN 978-4-09-186764-3
  5. 2015年5月29日発売、ISBN 978-4-09-187055-1
  6. 2015年10月30日発売、ISBN 978-4-09-187318-7
  7. 2016年3月30日発売、ISBN 978-4-09-187525-9
  8. 2016年8月30日発売、ISBN 978-4-09-187767-3
  9. 2016年12月28日発売、ISBN 978-4-09-189269-0
  10. 2017年5月30日発売、ISBN 978-4-09-189519-6
  11. 2017年8月30日発売、ISBN 978-4-09-189628-5
  12. 2017年12月27日発売、ISBN 978-4-09-189712-1
  13. 2018年5月30日発売、ISBN 978-4-09-189883-8
  14. 2018年9月28日発売、ISBN 978-4-09-860084-7
  15. 2019年1月30日発売、ISBN 978-4-09-860212-4
  16. 2019年12月26日発売、ISBN 978-4-09-860325-1
  17. 2020年2月28日発売、ISBN 978-4-09-860579-8
  18. 2020年5月29日発売、ISBN 978-4-09-860625-2
  19. 2020年7月30日発売、ISBN 978-4-09-860687-0
  20. 2020年9月30日発売、ISBN 978-4-09-860721-1
  21. 2020年11月30日発売、ISBN 978-4-09-860774-7

## スピンオフ作品
本作の登場人物を主人公としたスピンオフ作品。
- 最強伝説 仲根（さいつよでんせつ なかね）
登場人物の一人・仲根秀平を主人公としたスピンオフ作品。作画を担当している上原求と新井和也は『1日外出録ハンチョウ』の作画も担当しており、本編に似せた絵柄で描かれている。『やわらかスピリッツ』にて、2017年12月6日から隔週水曜日に更新されている。
  - 福本伸行（協力）、横井憲治（原作）、上原求・新井和也（漫画） 『最強伝説 仲根』 小学館〈ビッグスピリッツコミックス〉、既刊2巻（2020年2月28日現在）
    1. 2018年5月30日発売、ISBN 978-4-09-189874-6
    2. 2020年2月28日発売、ISBN 978-4-09-860550-7

## 備考
- 作者の福本伸行は、主人公の黒沢と同じ生年月日（1958年12月10日）であり、漫画家になる前は建設会社で働いていた。
- 作者の福本自身、何をもって「最強」とするのか明確にしておらず、結局最後まで、また続編においても明らかにされていない。続編再開後の『ビッグコミックオリジナル』誌上のインタビュー[1]で、当初はどんどんケンカをさせて次第に強くなっていく「平成の宮本武蔵のような最強伝説」に至る構想だったがなかなかケンカにならなかった、と語っている。実際、連載初期は毎号、作品欄外等のコピーにおいて主人公を「平成の武蔵」と形容していた。また同じインタビューで、「どんなに苦しくとも美学を捨てず、ダメゆえに最強の人生」という考え方もあるとも述べている。
- 『アカギ』・『カイジ』のプロデューサー中谷敏夫は、『黒沢』もアニメ化してみたいと語っている。またテレビアニメ『逆境無頼カイジ 破戒録篇』オープニングの冒頭にて黒沢が登場している[3]。
- 黒沢が変装するシーンで掲載時は「パパイヤ鈴木死去」と書いてあったが、単行本収録の際に佐藤蛾次郎に変更されている。
- 『新黒沢』では『近代麻雀』が登場している。